# Mutatieonderhoud
Mutatieonderhoud is het door de verhuurder van huurwoningen (of vastgoed) uitgevoerd onderhoud aan een huurwoning (of huurobject) waarbij het onderhoud wordt uitgevoerd tussen twee verhuurperiodes in.
In de regel vertrekt de oude huurder, waarna de verhuurder besluit om de woning/het vastgoed te controleren en daar waar nodig aan te passen ten einde een goed onderhouden huurobject opnieuw te kunnen verhuren. Indien de vertrekkende huurder veel onderhoud heeft veroorzaakt dat niet logischerwijs ontstaat door normaal gebruik, worden de kosten hiervoor alsnog bij de vertrekkende huurder in rekening gebracht. Indien de huurder zelf werkzaamheden heeft uitgevoerd ter verbetering van de woning is sprake van een "ZAV". Wetgeving ziet er op toe dat hierin verhuurder en huurder correct met elkaar omgaan.

## Huurwoningen
Indien een huurder opzegt, wordt door de verhuurder (meestal een woningcorporatie) de woning geïnspecteerd en daar waar nodig wordt de woning opgeknapt. Het betreft uitsluitend werkzaamheden die worden uitgevoerd om een woning een goede onderhoudsstaat te geven. Er worden bij mutatieonderhoud standaard geen werkzaamheden uitgevoerd te verbetering, behalve wanneer dat uitdrukkelijk nodig is om de woning beter te kunnen verhuren. In dat geval is eerder sprake van een renovatie dan van mutatieonderhoud. Het mutatieonderhoud wordt betaald uit de lopende exploitatie van de huurwoning. Een renovatie vergt een investering die in de regel leidt tot een huurverhoging om de investering te kunnen terugverdienen.

## Commercieel vastgoed
Indien een huurder opzegt, of indien een huurtermijn afloopt, wordt door de verhuurder (een commercieel vastgoedeigenaar) het pand beoordeeld op de staat van het onderhoud én de mogelijkheden ter verbetering om het pand opnieuw marktconform te kunnen verhuren. Het totaal aan werkzaamheden dat de verhuurder uitvoert om de onderhoudsachterstanden weg te werken heet mutatieonderhoud. Deze werkzaamheden worden genomen vanuit technische redenen en verbeteren het pand niet, maar brengen het pand terug in de oorspronkelijke staat. Werkzaamheden om het pand wel te verbeteren worden genomen vanuit commerciële redenen. Of de huur kan stijgen hangt af van veel meer factoren dan alleen de technische staat en de eventuele verbeteringen, bijvoorbeeld locatie, infrastructuur, parkeren etc.